# Yamoussoukro
Yamoussoukro (spreek uit: ja-moe-soe-kro) is sinds 1983 de officiële hoofdstad van Ivoorkust. De stad ligt ongeveer 240 km ten noorden van Abidjan, de vroegere hoofdstad en grootste plaats van het land. Ze telt anno 2023 253.348 inwoners. Sinds 2011 is Yamoussoukro ook een autonoom district van Ivoorkust.
Het is een geplande stad uit de jaren 80 van de 20e eeuw, bedoeld om als nieuwe hoofdstad van Ivoorkust te dienen, omdat de toenmalige president Félix Houphouët-Boigny er geboren is. Vandaar dat er grote wegen (avenues) zijn aangelegd, maar nog steeds met weinig omringende bebouwing. Anno 2012 was er nog geen enkel ministerie of ambassade in Yamoussoukro. Deze bevinden zich alle nog in Abidjan.
Het bekendste gebouw is de Basilique Notre-Dame de la Paix die een kopie is van de Sint-Pietersbasiliek in Rome en ca. 300 miljoen Amerikaanse dollar heeft gekost. Ze is in het Guinness Book of Records opgenomen als de grootste kerk ter wereld. Yamoussoukro is de zetel van een rooms-katholiek bisdom met als zetel de Sint-Augustinuskathedraal.

## Geboren
- Félix Houphouët-Boigny (1905-1993), president
- Charles Nokan (1936), schrijver
- Augustin Thiam (1952), politicus
- Michiel Burger (1983), kunstenaar
- Narsicce Bonan (1984), voetballer
- Vincent Angban (1985), voetballer
- Cheick Tioté (1986-2017), voetballer
- Seydou Doumbia (1987), voetballer
- Abakar Sylla (2002), voetballer